# توني جورج
توني جورج (بالإنجليزية: Tony George)‏ هو لاعب كرة قدم أمريكية أمريكي، ولد في 10 أغسطس 1975 في سينسيناتي في الولايات المتحدة.

## وصلات خارجية
- توني جورج على موقع مرجع كرة القدم المحترفة.كوم (الإنجليزية)